# Augusto Introzzi
Augusto Introzzi, né le 8 juin 1912 à Fino Mornasco en Lombardie et mort le 17 septembre 1954 dans la même ville, est un coureur cycliste italien, professionnel entre 1934 et 1950.

## Palmarès
- 1935
  - 9e du Tour d'Italie
  - 9e du Tour de Suisse
- 1936
  - 2e étape du Tour de Suisse
  - 3e du Gênes-Nice
- 1937
  - 3e du Milan-Turin

## Résultats sur les grands tours

### Tour de France
2 participations
- 1937 : 26e
- 1938 : 46e

### Tour d'Italie
8 participations
- 1935 : 9e
- 1936 : 39e
- 1937 : 22e
- 1938 : abandon (1re étape)
- 1939 : 16e
- 1940 : 27e
- 1946 : 16e
- 1947 : 42e